# ヘテロ接合 (半導体)
ヘテロ接合（ヘテロせつごう、英語：heterojunction）とは、異なる半導体同士の接合である。通常は格子整合系または格子定数が近い材料系で作られる。

## 応用

### バンドギャップの違いを利用したもの
半導体はそれぞれ、固有のエネルギーバンドをもつ。このため、多くの場合、ヘテロ接合では、バンドギャップの違う半導体を接合することになる（このバンドの接合についてはアンダーソンの法則を参照）。この2つの半導体のエネルギーバンドの差を利用した研究（量子井戸、超格子など）が盛んに行われている。応用例としては、太陽電池（HIT）、半導体レーザー、HEMT、HBTなどがある。

### 結晶成長の応用（ヘテロエピタキシャル）
結晶成長技術の1つにエピタキシャル成長がある。これは、基板の上に結晶成長を行う方法である。成長させる結晶と同一の結晶の基板を作製することが困難な場合、成長させる結晶とは異なる基板が用いられる。